# 龙 (谏官)
龙，舜帝时期的谏官。
龙在尧帝时已为官，在舜帝时被任命为谏官，舜帝说：“龍，朕堲讒說殄行，震驚朕師。命汝作納言，夙夜出納朕命，惟允！”即舜厌恶那些使民众不安的谗言恶行，任命龙上递民众心声、下达舜的命令。龙为人刚正不阿，恪尽职守。